# Eucrypta micrantha
Eucrypta micrantha är en strävbladig växtart som först beskrevs av John Torrey, och fick sitt nu gällande namn av A. A. Heller. Eucrypta micrantha ingår i släktet Eucrypta och familjen strävbladiga växter. Inga underarter finns listade i Catalogue of Life.

## Bildgalleri

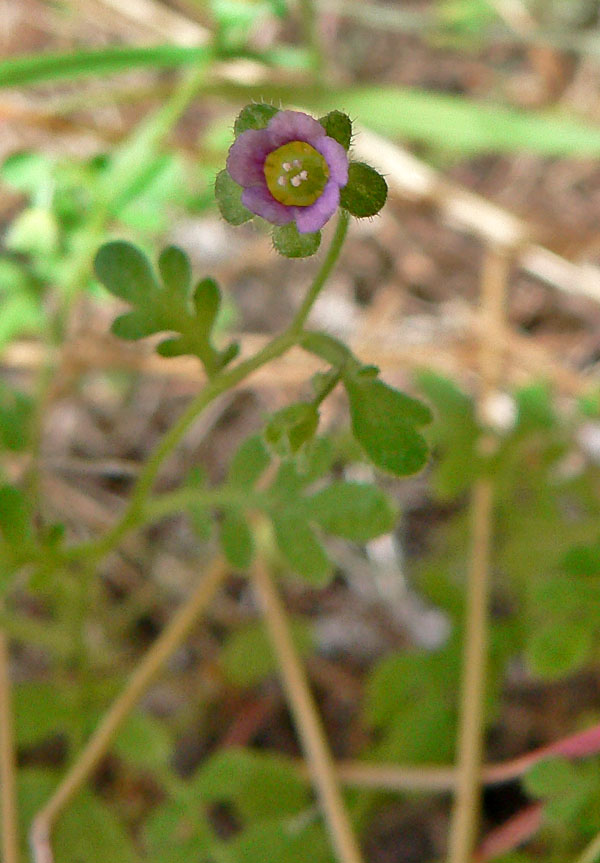